# Hans Heilbronn
Hans Arnold Heilbronn (Berlim, 8 de outubro de 1908 — Toronto, 28 de abril de 1975) foi um matemático alemão naturalizado canadense.
Obteve um doutorado em 1966 na Universidade de Göttingen, orientado por Edmund Landau, com a tese Über den Primzahlsatz von Herrn Hoheisel.